# Ammophila punctata
Ammophila punctata är en biart som beskrevs av Frederick Smith 1856.
Ammophila punctata ingår i släktet Ammophila och familjen grävsteklar. Inga underarter finns listade i Catalogue of Life.